# Первая теорема разложения
Первая теорема разложения — одна из теорем операционного исчисления. Позволяет найти оригинал функции, аналитичной в окрестности бесконечно удалённой точки.

## Теорема
Если функция {\displaystyle F(p)} разлагается в некоторой окрестности бесконечно удалённой точки в сходящийся ряд Лорана, имеющий вид {\displaystyle F(p)=\sum _{n=0}^{\infty }{\frac {c_{n}}{p^{n+1}}}}, то {\displaystyle F(p)} является изображением оригинала
{\displaystyle f(t)=\left\{{\begin{matrix}\sum _{n=0}^{\infty }\limits {\frac {c_{n}}{n!}}t^{n}&,t\geqslant 0\\0&,t<0\end{matrix}}\right.}
т.е. оригинал получается почленным переходом к оригиналам в ряде Лорана
.